# Upton (Massachusetts)
Upton é uma vila localizada no condado de Worcester no estado estadounidense de Massachusetts. No Censo de 2010 tinha uma população de 7.542 habitantes e uma densidade populacional de 133,59 pessoas por km².

## Geografia
Upton encontra-se localizado nas coordenadas 42° 10′ 36″ N, 71° 36′ 13″ O. Segundo o Departamento do Censo dos Estados Unidos, Upton tem uma superfície total de 56.46 km², da qual 55.86 km² correspondem a terra firme e (1.05%) 0.59 km² é água.

## Demografia
Segundo o censo de 2010, tinha 7.542 pessoas residindo em Upton. A densidade populacional era de 133,59 hab./km². Dos 7.542 habitantes, Upton estava composto pelo 95.31% brancos, o 0.76% eram afroamericanos, o 0.16% eram amerindios, o 2.15% eram asiáticos, o 0.01% eram insulares do Pacífico, o 0.25% eram de outras raças e o 1.37% pertenciam a duas ou mais raças. Do total da população o 1.58% eram hispanos ou latinos de qualquer raça.